# Yauri
|  | Per a altres significats, vegeu «Emirat de Yauri». |

Yauri és una ciutat i una àrea de govern local de l'estat de Kebbi a Nigèria i capital també de l'emirat de Yauri. Al cens del 2006 la població era de 100.564 habitants i l'estimació pel 2011 era de 117.420 habitants. La superfície és de 3.380 quilòmetres quadrats i es divideix en sis districtes. La població és haussa i parla l haussa, i és de religió musulmana. Hi viuen però altres grups com els Shangawa, (literalment el poble de Shanga), Gungawa, (literalment el poble de les Illes), Dukawa, Kamberi, Nupe, Ioruba i Kanuri (a més d'alguns grups menors).